# Klan (Rockband)

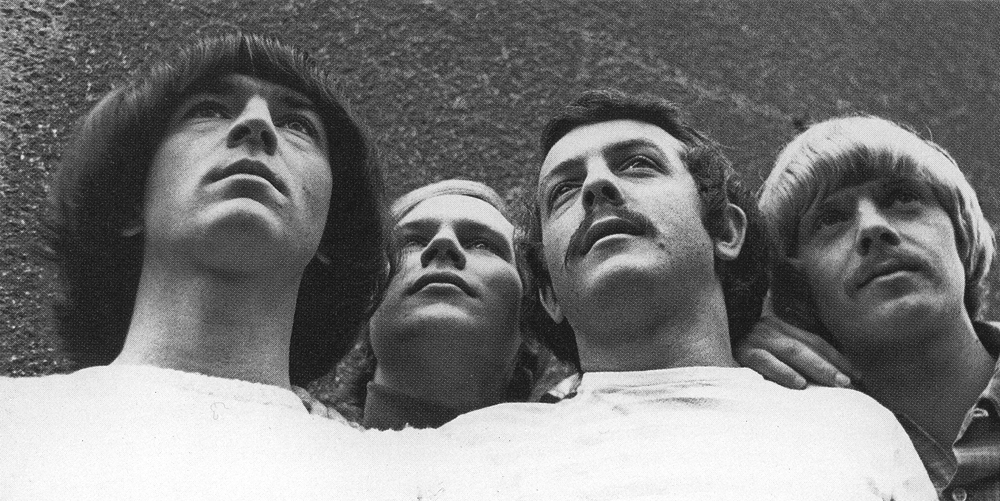
Klan im Jahr 1971

Klan ist eine polnische Jazzrockband. Sie wurde im Jahre 1969 in Warschau gegründet und löste sich Mitte 1971 schon wieder auf. In dieser Zeit entstanden lediglich eine EP und eine LP. Dennoch spielte die Band beim Übergang vom polnischen Big Beat zum Progressive Rock eine entscheidende Rolle und gilt für viele Polen bis zum heutigen Tage als eine der wichtigsten Bands in der polnischen Rockgeschichte überhaupt. 
Zur Ursprungsbesetzung zählten Marek Ałaszewski (Gitarre und Gesang), Roman Pawelski (Bass), Andrzej Poniatowski (Schlagzeug) und Maciej Głuszkiewicz (Keyboards). Sie debütierten im Warschauer Klub Medyk und komponierten die Musik zu dem Ballettstück Mrowisko (Ameisenhaufen), das 1971 uraufgeführt wurde. Die auf der gleichnamigen Platte veröffentlichten 13 Tracks sind stark von Einflüssen westlicher Musik geprägt, zum Beispiel von Jethro Tull, Vanilla Fudge und Carlos Santana. Die Texte erzählen vom Leben in der anonymen, gesichtslosen Großstadt, in der sich das Individuum wie eine Ameise fühlt. Das Stück wurde unter anderem auf dem Liederfestival in Oppeln 1970 aufgeführt. Für die weiter gehenden musikalischen Pläne fehlte der Band das musikalische Gerät, so dass sie sich zur raschen Auflösung entschloss.
Der Sänger Ałaszewski versuchte im Jahre 1991 mit einer völlig anderen Besetzung ein Comeback unter dem alten Namen. Ein Jahr später entstand hieraus die Platte Po co mi ten raj.